# Sachsbach
Sachsbach ist ein Gemeindeteil des Marktes Bechhofen im Landkreis Ansbach (Mittelfranken, Bayern). Die Gemarkung Sachsbach hat eine Fläche von 9,065 km². Sie ist in 944 Flurstücke aufgeteilt, die eine durchschnittliche Fläche von 9602,31 m² haben. In ihr liegen neben dem namensgebenden Ort die Gemeindeteile Lettenmühle und Reichenau.

## Geografie
Durch das Pfarrdorf fließt der Sachsbacher Graben, ein linker Zufluss des Moosgrabens, der wiederum ein linker Zufluss der Wieseth ist. Der Ort ist von Acker- und Grünland mit vereinzeltem Baumbestand umgeben. Im Norden wird die Flur Hedelfeld genannt, im Süden Lohacker. 0,5 km westlich liegt das Weidlerholz, 1 km östlich liegt das Obere Neuholz.
Die Kreisstraße AN 54 führt nach Reichenau (1,7 km nordwestlich) bzw. die Staatsstraße 2222 kreuzend nach Waizendorf (2,7 km südlich). Gemeindeverbindungsstraßen führen nach Deffersdorf (2,2 km westlich), nach Kaudorf (1,3 km nördlich) und nach Liebersdorf (2 km östlich).

## Geschichte
Der Ortsname wurde erstmals 1147 und 1150 als „Sahsbach“ und „Sasbach“ erwähnt mit der Bedeutung Siedlung am Sumpfbach bzw. Sumpfgras. Die Erwähnung erfolgte in einer Schenkungsurkunde, in der Graf Rapoto von Abenberg dem Kloster Heilsbronn u. a. auch Güter in Sachsbach schenkte.
Die Kirche St. Georg in Sachsbach wurde erstmals im Jahr 1342 in einem Ablassbrief als Filiale von Beyerberg erwähnt, ist aber vermutlich älter. Später wurde St. Georg eine Filiale des Marienmünsters in Königshofen, ab 1902 schließlich Filiale der Johannis-Kirche in Bechhofen.
Sachsbach lag im Fraischbezirk des ansbachischen Oberamtes Feuchtwangen. 1732 bestand der Ort aus 33 Anwesen mit 36 Mannschaften. Außerdem gab es eine Kirche, eine Schule und ein Gemeindehirtenhaus. Grundherren waren 
- Feuchtwangische Ämter:
  - Verwalteramt Forndorf: 1 Tabernwirtschaft mit Backrecht, 2 Güter, 2 Sölden, 1 Häuslein,
  - Verwalteramt Waizendorf: 2 Höfe, 2 Güter, 1 Gut mit Zapfenwirtschaft und Backrecht.
- Ansbachische Ämter:
  - Stiftsamt Ansbach: 1 Hof, 1 Gütlein mit Schmiede,
  - Hofkastenamt Ansbach: 1 Hof.
- das eichstättische Oberamt Wahrberg-Herrieden: 4 Höfe, 3 Höfe mit doppelter Mannschaft, 1 Halbhof, 5 Gütlein.
- das Rittergut Thann: 5 Gütlein.
- das Rittergut Dennenlohe: 1 Hof.[7]

Gegen Ende des 18. Jahrhunderts wurden 35 bzw. 36 Untertansfamilien gezählt. Von den 16 eichstättischen Untertanen unterstanden 7 dem Stiftskapitel Herrieden und 9 dem Kastenamt Herrieden. Von 1797 bis 1808 unterstand der Ort dem Justiz- und Kammeramt Feuchtwangen.
1806 kam Sachsbach an das Königreich Bayern. Mit dem Gemeindeedikt (frühes 19. Jahrhundert) wurde der Steuerdistrikt Sachsbach gebildet. Zu diesem gehörten Kallert, Kaudorf, Lettenmühle, Rangenmühle, Reichenau und Selingsdorf. Wenig später entstand die Ruralgemeinde Sachsbach mit den Orten Lettenmühle, Rangenmühle und Reichenau. Sie war in Verwaltung und Gerichtsbarkeit dem Landgericht Herrieden und in der Finanzverwaltung dem Rentamt Herrieden zugeordnet (1919 in Finanzamt Herrieden umbenannt). Ab 1862 gehörte Sachsbach zum Bezirksamt Feuchtwangen (1939 in Landkreis Feuchtwangen umbenannt) und seit 1929 zum Finanzamt Ansbach. In der Gerichtsbarkeit blieb das Landgericht Herrieden zuständig (1879 in Amtsgericht Herrieden umbenannt), seit 1931 ist es das Amtsgericht Ansbach. Die Gemeinde hatte 1964 eine Gebietsfläche von 9,087 km². Im Zuge der Gebietsreform in Bayern wurde diese am 1. Juli 1971 nach Bechhofen eingemeindet.

### Baudenkmäler
In Sachsbach gibt es neun Baudenkmäler:
- Friedhof, 1824, renoviert 1884, 1904, erweitert 1968; Ummauerung 19. Jahrhundert; Grabsteine spätes 19. und frühes 20. Jahrhundert
- Haus Nr. 8: Wohnhaus eines Bauernhofes, zweigeschossiger giebelständiger Satteldachbau, mit einfachen Putzgliederungen, 2. Drittel 19. Jahrhundert
- Haus Nr. 9: Wohnhaus eines Bauernhofes, zweigeschossiger giebelständiger Satteldachbau, massiv, mit einfacher Putzgliederung, 2. Drittel 19. Jahrhundert; Nebengebäude, Natursteinmauerwerk, mit Fachwerkgiebel, 2. Hälfte 19. Jahrhundert
- Haus Nr. 11: Wohnstallhaus eines ehemaligen Bauernhofes, zweigeschossiger massiver verputzter Satteldachbau, mit profilierten Natursteinrahmungen, 1. Hälfte 19. Jahrhundert, im späten 19. Jahrhundert umgebaut; hakenförmiges Wirtschaftsgebäude mit Stall- und Scheunenteil, eingeschossige Satteldachbauten, teilweise Bruchsteinmauerwerk, teilweise Fachwerk auf Bruchsteinsockel, Reste um 1800/spätes 19. Jahrhundert
- Haus Nr. 14: Wohngebäude, zweigeschossiger Walmdachbau, teilweise Fachwerk verputzt, 18. Jahrhundert; Nebengebäude, eingeschossiger Satteldachbau, teilweise Fachwerk, 19. Jahrhundert
- Haus Nr. 38: Evangelisch-lutherische Filialkirche St. Georg und Veit, Chorturmkirche, mit kreuzgratgewölbtem Chor, Turmobergeschosse Fachwerk, im Kern 14. Jahrhundert, erweitert im 19. Jahrhundert; mit Ausstattung.
- Haus Nr. 62: Ehemaliges Gasthaus, zweigeschossiger giebelständiger Satteldachbau, teilweise verputztes Fachwerk, 16./17. Jahrhundert, Umbau 1. Hälfte 19. Jahrhundert
- Haus Nr. 63: Ehemalige Brauerei, zweigeschossiges massives Walmdachhaus, ehemaliges Braugebäude, 18./19. Jahrhundert; Nebengebäude, ehem. Brauhaus, massiver Satteldachbau, 19. Jahrhundert
- Haus Nr. 76: Bauernhaus, zweigeschossiger giebelständiger Satteldachbau, massiv, mit profilierten Rahmungen, 2. Drittel 19. Jahrhundert
- Haus Nr. 77: Wohnstallhaus, eingeschossiges giebelständiges Gebäude mit Steildach, 1. Hälfte 19. Jahrhundert
- Haus Nr. 78: Bauernhaus, zweigeschossiger giebelständiger Satteldachbau, massiv, mit profilierten Rahmungen, 2. Hälfte 19. Jahrhundert, bez. 1923.
- Haus Nr. 82: Zweigeschossiges massives Wohnstallhaus, 1865.

### Bodendenkmäler
In der Gemarkung Sachsbach gibt es drei Bodendenkmäler.

### Einwohnerentwicklung
Gemeinde Sachsbach
| Jahr      | 1818   | 1840   | 1852   | 1855   | 1861   | 1867   | 1871   | 1875   | 1880   | 1885   | 1890   | 1895   | 1900   | 1905   | 1910   | 1919   | 1925   | 1933   | 1939   | 1946   | 1950   | 1952   | 1961   | 1970   |
| Einwohner | 312    | 307    | 351    | 353    | 340    | 355    | 370    | 373    | 387    | 384    | 350    | 352    | 343    | 338    | 360    | 374    | 356    | 368    | 349    | 546    | 519    | 469    | 359    | 367    |
| Häuser    | 65     | 66     |        |        |        |        | 74     |        |        | 78     | 78     |        | 79     |        |        |        | 76     |        |        |        | 74     |        | 75     |        |
| Quelle    | [ 10 ] | [ 17 ] | [ 18 ] | [ 18 ] | [ 19 ] | [ 20 ] | [ 21 ] | [ 22 ] | [ 23 ] | [ 24 ] | [ 25 ] | [ 18 ] | [ 26 ] | [ 18 ] | [ 27 ] | [ 18 ] | [ 28 ] | [ 18 ] | [ 18 ] | [ 18 ] | [ 29 ] | [ 18 ] | [ 12 ] | [ 30 ] |

Ort Sachsbach
| Jahr      | 001818 | 001840 | 001861 | 001871 | 001885 | 001900 | 001925 | 001950 | 001961 | 001970 | 001987 | 002001 | 002011 | 002017 | 002023 |
| Einwohner | 218    | 225    | 230    | 229    | 251    | 208    | 225    | 358    | 214    | 213    | 186    | 191    | 176    | 166    | 168    |
| Häuser    | 49     | 47     |        |        | 51     | 51     | 49     | 46     | 46     |        | 46     |        |        |        |        |
| Quelle    | [ 10 ] | [ 17 ] | [ 19 ] | [ 21 ] | [ 24 ] | [ 26 ] | [ 28 ] | [ 29 ] | [ 12 ] | [ 30 ] | [ 31 ] | [ 32 ] |        | [ 33 ] | [ 1 ]  |

## Religion
Der Ort ist seit der Reformation evangelisch-lutherisch geprägt und bis heute nach St. Georg (Sachsbach) gepfarrt. Die Katholiken waren ursprünglich nach St. Laurentius (Großenried) gepfarrt, heute ist die Pfarrei Herz Jesu (Bechhofen) zuständig.

## Bildungseinrichtungen
- evangelischer Kindergarten St. Martin: 2 Gruppen mit Platz für 50 Kinder